# Erkerhaus (Gossau SG)

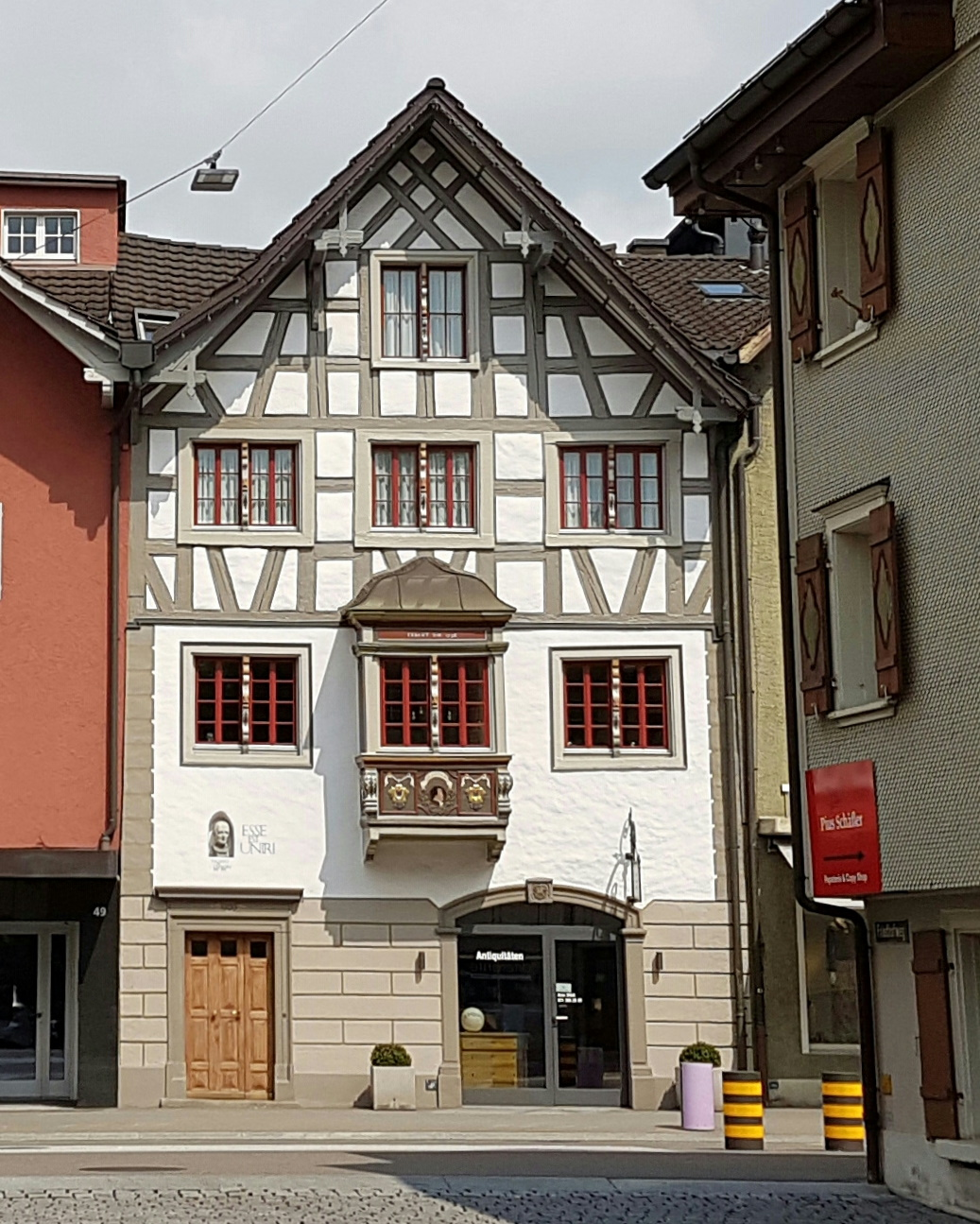
Erkerhaus an der St. Gallerstrasse 51 in Gossau SG

Das Erkerhaus steht in der nördlichen Häuserzeile der St. Gallerstrasse von Gossau SG. Es fällt durch seine lebendige Fassadengestaltung mit Sichtfachwerk auf. Der reichverzierte Erker, der einzige seiner Art in Gossau, weist das Datum «1738» auf. Diese Zahl bezieht sich möglicherweise nur auf den Erker und bedeutet nicht unbedingt das Erbauungsdatum des Hauses. Das Baujahr ist nicht bekannt. Auch Sebastian Contamin (1709–1778), der in historischen Quellen als erster Besitzer erwähnt wird, muss nicht zwingend der Erbauer sein.

## Besitzer
Der namengebende Erker zeigt ein Konterfei von Sebastian Contamin in der Brüstung. Contamin (auch Condamin geschrieben), war ein Tuchhändler aus Savoyen, der in Gossau noch heute sichtbare Spuren hinterlassen hat. So wurden etwa in seinem Auftrag 1707 der «Ochsen» und um 1750 der «Schwarze Adler» erbaut. Das Erkerhaus blieb lange im Besitz der Familie Contamin. Unter dem Lebensmittelhändler Jakob Honold erfolgten 1977 eine Aussenrenovation, welche durch die Freilegung des Fachwerks dem Haus sein ursprüngliches Aussehen zurückgab, und 1980/1981 die Innenrestaurierung.

## Architektonische Merkmale
Das giebelständige, dreigeschossige Haus weist eine über zwei Etagen reichende Sockelzone auf, deren unterer Teil durch eine Rustika ausgeschieden wird. Die dritte Etage und die Giebelfront sind in Fachwerk ausgeführt. Die Fenster werden paarweise zusammengefasst. Beim Erkerhaus handelt es sich um ein integral erhaltenes, historisch sehr wichtiges Gebäude, das gleichzeitig auch einen wichtigen optischen Bezugspunkt in der nördlichen Häuserreihe der St. Gallerstrasse darstellt.
Der frühere Haupteingang, der heute geschlossen ist, ging durch eine noch immer sichtbare Hartholztüre. Darüber befindet sich eine Büste des Philosophen Teilhard de Chardin (1881–1955), welche auf die Initiative des früheren Eigentümers Jakob Honold zurückgeht, der ein grosser Verehrer des französischen Jesuiten war. Daneben ist die Inschrift Esse est uniri (Latein für «Sein ist Einswerden») angebracht.